# Bágyogszovát, Győr-Moson-Sopron
Bágyogszovát  este un sat în districtul Csorna, județul Győr-Moson-Sopron, Ungaria, având o populație de 1.343 de locuitori (2011). 

## Demografie
Componența etnică a satului Bágyogszovát
     Maghiari (98,93%)
     Necunoscut (0,33%)
     Alții (0,74%)
Componența confesională a satului Bágyogszovát
     Romano-catolici (78,18%)
     Fără religie (2,46%)
     Reformați (1,49%)
     Luterani (1,19%)
     Necunoscută (16,16%)
     Atei (0,52%)
     Alte religii (0,22%)
Conform recensământului din 2011, satul Bágyogszovát avea 1.343 de locuitori. Din punct de vedere etnic, majoritatea locuitorilor (98,93%) erau maghiari. Apartenența etnică nu este cunoscută în cazul a 0,33% din locuitori.  Din punct de vedere confesional, majoritatea locuitorilor (78,18%) erau romano-catolici, existând și minorități de persoane fără religie (2,46%), reformați (1,49%) și luterani (1,19%). Pentru 16,16% din locuitori nu este cunoscută apartenența confesională.